# Большое (озеро, Щёлковский район)
Большое (также Чёрное) — торфяное озеро Воре-Богородской группы в Щёлковском районе Московской области. Находится на северо-востоке Московской области, на расстоянии 0,5 км на северо-восток от пересечения Московского малого кольца («Бетонки») А107 и Фряновского шоссе Р110. Ближайший населённый пункт — посёлок Клюквенный Огудневского сельского поселения.
Имеет неправильную форму и максимальными размерами с севера на юг и с запада на восток 0,46 и 0,42 км. Площадь 0,12 км². Расположено между моренными холмами в красивом сухом смешанном лесу. Из озера вытекает безымянный ручей, впадающий в Ворю.
Используется для отдыха жителей Щёлковского района и города Фрязино. На юго-западном берегу озера — детский оздоровительный лагерь МГУЛ «Искра».
От озера до центра Москвы — 48 км по прямой. До Фрязино — 14 км, до Щёлково — 19 км (по Фряновскому шоссе). До МКАД — 38 км (по Фряновскому и Щёлковскому шоссе А103). До деревни Воря-Богородское — 3 км по прямой.

## Чёрное озеро — официальная зона рекреации
В Щёлковском районе только три зоны рекреации имеют официальный статус: Медвежьи озёра, Чёрное озеро и река Клязьма. В первой половине июля 2010 года имелись разрешения Роспотребнадзора на купание, отдых и занятие спортом только в двух первых из них.

## О названии
В части новостных сообщений это озеро называется «Чёрным». Это название происходит от чёрного торфянистого ила. На старых картах упоминается как Казенное.
В то же время, географ Б. Б. Вагнер это озеро называет Большим (Казённым). Также Большим оно называется на карте издания 1985 года.